# Saison 19 de La France a un incroyable talent
Le dix-neuvième saison de La France a un incroyable talent, émission française de divertissement, est diffusée tous les mercredis du 23 octobre au 18 décembre 
et le vendredi 20 décembre sur M6 de 21 h 10 à 23 h 20.

## Présentatrice et jury
Le jury reste inchangé par rapport à la saison 18 et se compose de :
- Éric Antoine, magicien-humoriste ;
- Hélène Ségara, chanteuse ;
- Marianne James, chanteuse et comédienne ;
- Sugar Sammy, humoriste.

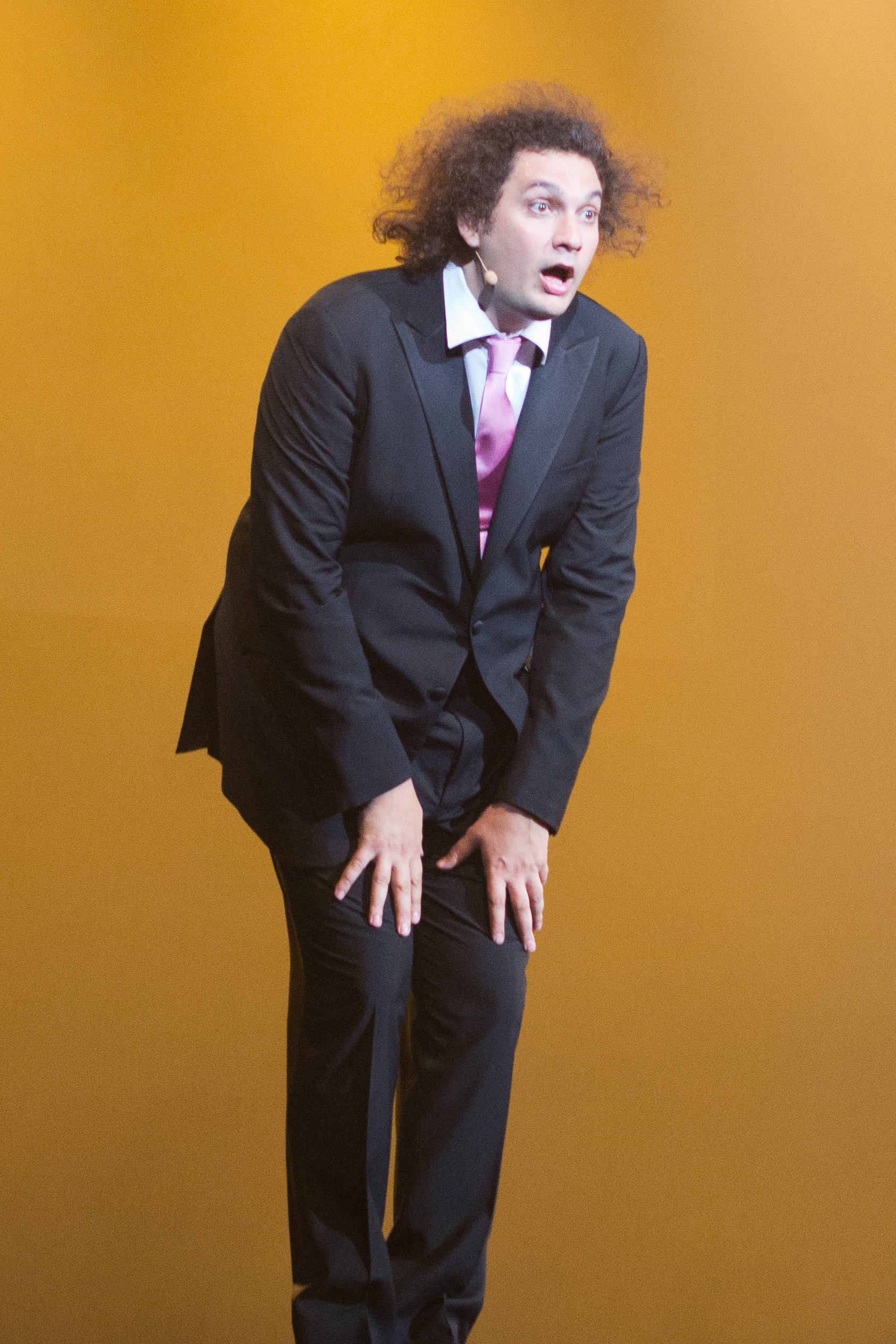
Eric Antoine
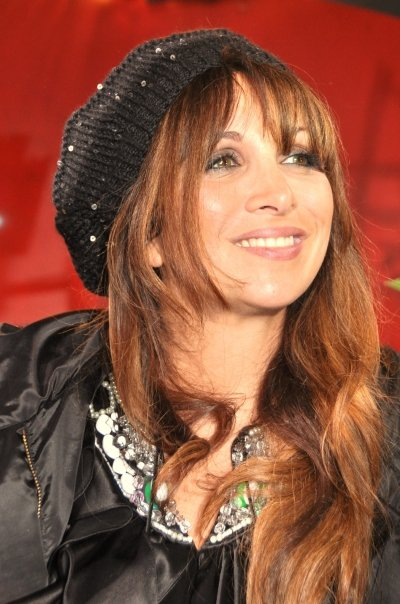
Hélène Ségara
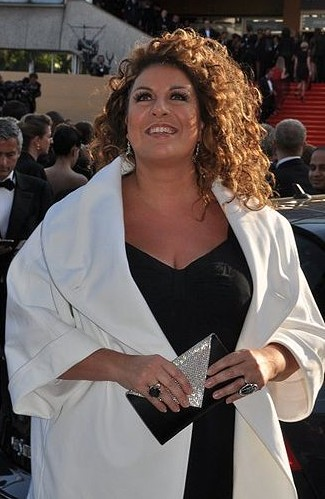
Marianne James
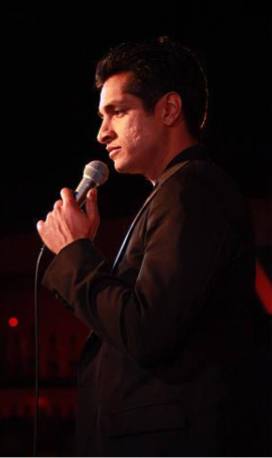
Sugar Sammy

L'émission est présentée par Karine Le Marchand pendant les primes.
L'after est présenté par la vidéaste Juju Fitcats.
Lors des quarts de finale, un cinquième juge rejoint le jury initial :
- Booder (humoriste) pour le 1er quart de finale[2] ;
- Élodie Poux (humoriste) pour le 2e quart de finale[3]

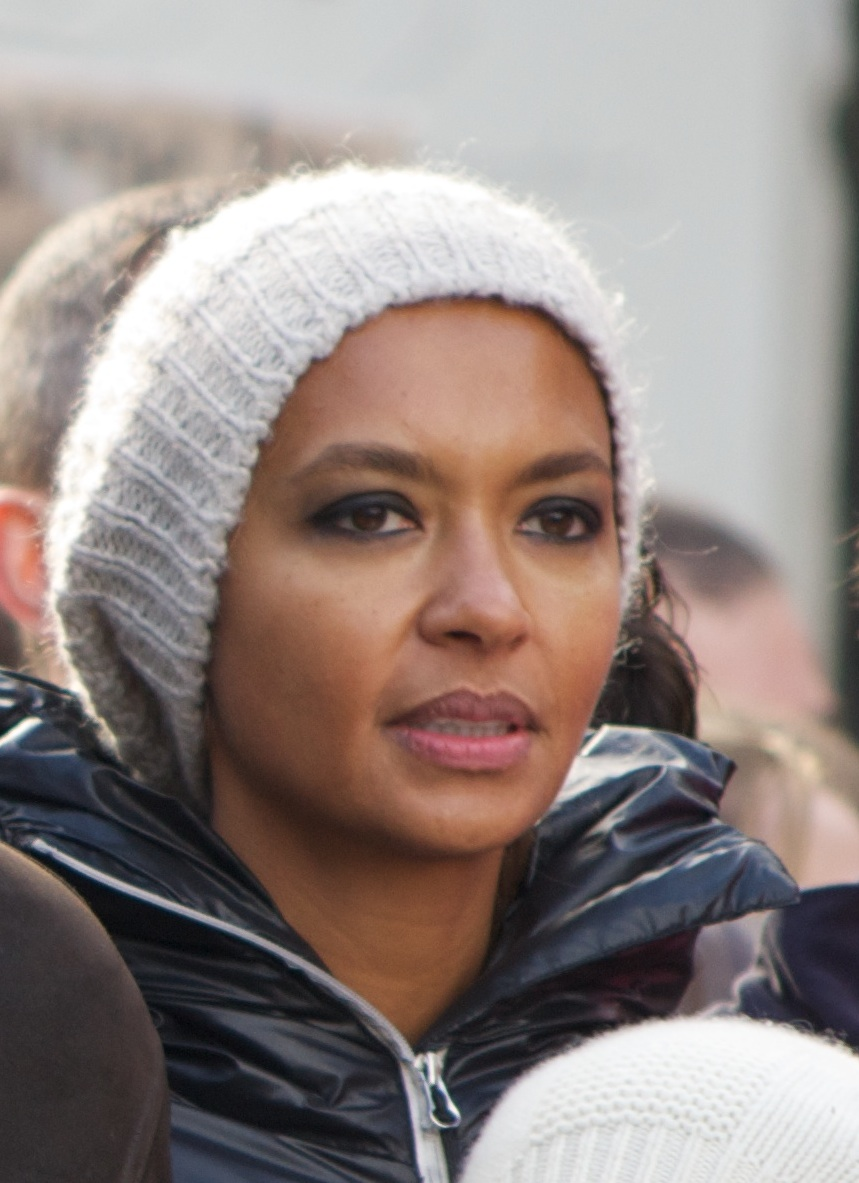
Karine Le Marchand

## Émissions

### Auditions et qualifications
Les auditions gardent le même format que la saison 18. Si l'un des jurés active le buzzer doré, il envoie les numéros directement en demi-finale, et non plus directement en finale. Le platinium-buzzer est le seul moyen d'accéder directement à la finale, il est activé lorsque les 4 jurés choisissent d'appuyer dessus en même temps pour le(s) même(s) candidat(s). Il ne peut qu'être activé qu'une fois dans la saison et a la particularité d'envoyer le candidat directement en finale.
| Légende | Platinium buzzer (finale) | Golden buzzer (demi-finale) | Buzzer actionné |

#### Émission 1: 23 octobre 2024
| Ordre                             | Nom (âge)                         | Numéro                            | Buzz et choix du jury | Buzz et choix du jury | Buzz et choix du jury | Buzz et choix du jury | Buzz et choix du jury | Résultat                                                      | Réf.   |
| Ordre                             | Nom (âge)                         | Numéro                            | Sammy                 | Marianne              | Hélène                | Éric                  | Karine                | Résultat                                                      | Réf.   |
| --------------------------------- | --------------------------------- | --------------------------------- | --------------------- | --------------------- | --------------------- | --------------------- | --------------------- | ------------------------------------------------------------- | ------ |
| 1                                 | Ibra Acro Boy (28 ans)            | Acrobaties                        |                       |                       |                       |                       |                       | Qualifié                                                      | [ 4 ]  |
| 2                                 | Kristy Sellars (38 ans)           | Mât chinois                       |                       |                       |                       |                       |                       | Qualifiée                                                     | [ 5 ]  |
| 3                                 | Saint-Philippe (60 ans)           | Chant                             | refusé                | refusé                | refusé                | refusé                |                       | Éliminé                                                       | [ 6 ]  |
| 4                                 | Mathieu Stepson (38 ans)          | Mentalisme                        | refusé                | refusé                | refusé                | refusé                |                       | Qualifié (les croix rouges étaient prévues au numéro)         | ,      |
| 5                                 | Artur & Esmira (29 ans)           | Sangles aériennes                 |                       |                       |                       |                       |                       | Qualifiés                                                     | [ 7 ]  |
| 6                                 | Arthur (19 ans)                   | Sport stacking                    | refusé                |                       |                       |                       |                       | Éliminé                                                       | [ 9 ]  |
| 7                                 | Kevin (35 ans)                    | Imitation d'animaux               | refusé                | refusé                | refusé                | refusé                |                       | Éliminé                                                       | [ 10 ] |
| 8                                 | Rockybyun (61 ans)                | Balance                           |                       |                       |                       |                       |                       | Qualifié                                                      | [ 5 ]  |
| 9                                 | Tanz Glanz (de 16 à 33 ans)       | Danse et acrobaties               | refusé                | refusé                |                       | refusé                |                       | Éliminées                                                     | [ 11 ] |
| 10                                | Danielle Schwartz (80 ans)        | Humour                            |                       |                       |                       |                       |                       | Qualifiée                                                     | [ 7 ]  |
| 11                                | Solange Kardinaly (33 ans)        | Transformisme                     |                       |                       |                       |                       |                       | Qualifiée                                                     | [ 7 ]  |
| 12                                | RB Dance Company (de 10 à 33 ans) | Danse                             |                       |                       |                       |                       | accepté               | Qualifiés (Demi-Finale) (Golden buzzer de Karine Le Marchand) | ,      |
| 13                                | Cuscus Steel (32 ans)             | Dégustation de piment             | refusé                | refusé                | refusé                | refusé                |                       | Éliminé                                                       | [ 4 ]  |
| 14                                | Creatine Price (34 ans)           | Chant                             |                       |                       |                       |                       |                       | Qualifiée                                                     | ,      |
| Nombre de buzz par membre du jury | Nombre de buzz par membre du jury | Nombre de buzz par membre du jury | 6 buzz                | 5 buzz                | 4 buzz                | 5 buzz                |                       | 20 buzz / 56                                                  |        |

#### Émission 2: 30 octobre 2024
| Ordre                             | Nom (âge)                           | Numéro                            | Buzz et choix du jury | Buzz et choix du jury | Buzz et choix du jury | Buzz et choix du jury | Résultat                                                | Réf.   |
| Ordre                             | Nom (âge)                           | Numéro                            | Sammy                 | Marianne              | Hélène                | Éric                  | Résultat                                                | Réf.   |
| --------------------------------- | ----------------------------------- | --------------------------------- | --------------------- | --------------------- | --------------------- | --------------------- | ------------------------------------------------------- | ------ |
| 1                                 | Daniel Simu (32 ans)                | Danse avec un robot               |                       |                       |                       |                       | Qualifié                                                | [ 5 ]  |
| 2                                 | Merwan Sali (27 ans)                | Humour                            |                       |                       |                       |                       | Qualifié                                                | [ 14 ] |
| 3                                 | Hossein Chee (46 ans)               | Équilibre                         |                       |                       |                       |                       | Qualifié                                                | [ 5 ]  |
| 4                                 | Jocelyne Lafaille (58 ans)          | Chant                             | refusé                | refusé                | refusé                | refusé                | Éliminée                                                | ,      |
| 5                                 | Slinky Rainball (33 ans)            | Slinky                            | refusé                | refusé                |                       | refusé                | Éliminé                                                 |        |
| 6                                 | Duo Soma (31 et 32 ans)             | Perche                            |                       |                       |                       |                       | Qualifiés                                               | [ 5 ]  |
| 7                                 | Julien (18 ans)                     | Danse                             |                       |                       |                       |                       | Qualifié                                                | [ 17 ] |
| 8                                 | John Harmo Jump (60 ans)            | Harmonica et corde à sauter       | refusé                | refusé                | refusé                | refusé                | Éliminé                                                 | [ 16 ] |
| 9                                 | Nabe (38 ans)                       | Humour                            | refusé                |                       |                       | refusé                | Qualifié                                                | [ 18 ] |
| 10                                | Axel Tedesco (24 ans)               | Chant et danse                    |                       |                       |                       |                       | Qualifié                                                | [ 19 ] |
| 11                                | Legión (21 à 40 ans)                | Claquettes                        |                       |                       |                       |                       | Qualifiés                                               | [ 5 ]  |
| 12                                | François Ouimet (53 ans)            | Violon                            | refusé                | refusé                | refusé                | refusé                | Éliminé                                                 |        |
| 13                                | Nikolai Striebel (23 ans)           | Magie                             |                       |                       |                       |                       | Qualifié                                                | [ 5 ]  |
| 14                                | Dream Catchers Academy (9 à 12 ans) | Danse                             |                       |                       |                       | accepté               | Qualifiées (Demi-Finale) (Golden buzzer d'Éric Antoine) | [ 16 ] |
| 15                                | Francœur (35 ans)                   | Harpe                             |                       |                       |                       |                       | Qualifiée                                               | [ 20 ] |
| Nombre de buzz par membre du jury | Nombre de buzz par membre du jury   | Nombre de buzz par membre du jury | 5 buzz                | 4 buzz                | 3 buzz                | 5 buzz                | 17 buzz / 60                                            |        |

#### Émission 3: 6 novembre 2024
| Ordre                             | Nom (âge)                            | Numéro                            | Buzz et choix du jury | Buzz et choix du jury | Buzz et choix du jury | Buzz et choix du jury | Résultat                              | Réf.   |
| Ordre                             | Nom (âge)                            | Numéro                            | Sammy                 | Marianne              | Hélène                | Éric                  | Résultat                              | Réf.   |
| --------------------------------- | ------------------------------------ | --------------------------------- | --------------------- | --------------------- | --------------------- | --------------------- | ------------------------------------- | ------ |
| 1                                 | Inverdance (14 à 39 ans)             | Danse                             |                       |                       |                       |                       | Qualifiées                            | [ 21 ] |
| 2                                 | / Sebastian & Sonia (24 et 30 ans)   | Sangles aériennes                 |                       |                       |                       |                       | Qualifiés                             | ,      |
| 3                                 | In the air (32 et 36 ans)            | Magie                             |                       |                       |                       |                       | Qualifiés                             | [ 23 ] |
| 4                                 | Jacqueline (66 ans)                  | Contorsion                        | refusé                | refusé                | refusé                | refusé                | Éliminée                              | [ 21 ] |
| 5                                 | Passion Poire (24 ans)               | Chant                             |                       |                       |                       |                       | Éliminé                               |        |
| 6                                 | Gabrielle Boudreau (23 ans)          | Danse                             |                       |                       |                       |                       | Qualifiée                             | [ 24 ] |
| 7                                 | Matthieu Nina (37 ans)               | Humour                            |                       |                       |                       |                       | Qualifié                              | [ 25 ] |
| 8                                 | Bratwurst & Baklava (40 et 43 ans)   | Humour                            | refusé                | refusé                | refusé                | refusé                | Éliminés                              |        |
| 9                                 | Léa Kral (30 ans)                    | Suspension capillaire             |                       |                       |                       |                       | Qualifiée                             | [ 26 ] |
| 10                                | Amino-san (54 ans)                   | Magie                             |                       |                       |                       |                       | Éliminé (vote du public)              |        |
| 11                                | C!EL (23 ans)                        | Chant                             |                       |                       |                       |                       | Qualifiée                             | [ 27 ] |
| 12                                | Hakuna Matata Acrobats (24 à 38 ans) | Acrobaties sur rola bola          |                       |                       |                       |                       | Qualifiés (Finale) (Platinium buzzer) | ,      |
| 13                                | David Fils de momone (42 ans)        | Chant                             | refusé                | refusé                | refusé                |                       | Éliminé                               | [ 29 ] |
| 14                                | Le zygophone (30 et 31 ans)          | Musique avec des plantes          |                       |                       |                       |                       | Éliminés                              |        |
| 15                                | Thomi & Skadi (34 et 6 ans)          | Dressage de chien                 | refusé                |                       |                       |                       | Qualifiés                             | [ 5 ]  |
| 16                                | Liwei (30 ans)                       | Antipodisme                       |                       |                       |                       |                       | Qualifiée                             | [ 5 ]  |
| Nombre de buzz par membre du jury | Nombre de buzz par membre du jury    | Nombre de buzz par membre du jury | 4 buzz                | 3 buzz                | 3 buzz                | 2 buzz                | 12 buzz / 64                          |        |

#### Émission 4: 13 novembre 2024
| Ordre                             | Nom (âge)                         | Numéro                            | Buzz et choix du jury | Buzz et choix du jury | Buzz et choix du jury | Buzz et choix du jury | Résultat                                                  |
| Ordre                             | Nom (âge)                         | Numéro                            | Sammy                 | Marianne              | Hélène                | Éric                  | Résultat                                                  |
| --------------------------------- | --------------------------------- | --------------------------------- | --------------------- | --------------------- | --------------------- | --------------------- | --------------------------------------------------------- |
| 1                                 | The Brats Killers (11 à 33 ans)   | Danse                             |                       |                       |                       |                       | Qualifiés                                                 |
| 2                                 | / Duo Ice (27 à 32 ans)           | Acrobaties                        |                       |                       |                       |                       | Qualifiés                                                 |
| 3                                 | Matteo Carboni (37 ans)           | Dressage de chien et de canards   | refusé                |                       |                       | refusé                | Éliminé                                                   |
| 4                                 | Julien Schmidt (44 ans)           | Humour                            |                       |                       |                       |                       | Qualifié                                                  |
| 5                                 | Pietrobboy2rue (39 ans)           | Street workout                    |                       |                       |                       |                       | Qualifié                                                  |
| 6                                 | Diodoryza                         | Chant                             | refusé                | refusé                | refusé                | refusé                | Éliminée                                                  |
| 7                                 | Aleksandr Batuev (33 ans)         | Contorsion                        |                       |                       |                       |                       | Qualifié                                                  |
| 8                                 | Lou (10 ans)                      | Chant                             |                       |                       |                       |                       | Qualifiée                                                 |
| 9                                 | Florentine (49 ans)               | Ventriloquie                      | refusé                | refusé                | refusé                | refusé                | Éliminée                                                  |
| 10                                | Grace Good (31 ans)               | Hula hoop aérien                  |                       |                       |                       |                       | Qualifiée                                                 |
| 11                                | Levine (36 ans)                   | Chant                             | refusé                |                       |                       | refusé                | Éliminé                                                   |
| 12                                | Just Vox (28 à 32 ans)            | Chant a cappella & beatbox        |                       | accepté               |                       |                       | Qualifiés (Demi-Finale) (Golden buzzer de Marianne James) |
| 13                                | Gabrielgeoo (23 ans)              | Géolocalisation                   |                       |                       |                       |                       | Éliminé                                                   |
| 14                                | Enishi (37 ans)                   | Bian Lian                         |                       |                       |                       |                       | Qualifié                                                  |
| 15                                | Mademoiselle Jinn (24 ans)        | Cerceau aérien                    |                       |                       |                       |                       | Qualifiée                                                 |
| Nombre de buzz par membre du jury | Nombre de buzz par membre du jury | Nombre de buzz par membre du jury | 4 buzz                | 2 buzz                | 2 buzz                | 4 buzz                | 12 buzz / 60                                              |

#### Émission 5: 20 novembre 2024
| Ordre                             | Nom (âge)                         | Numéro                            | Buzz et choix du jury | Buzz et choix du jury | Buzz et choix du jury | Buzz et choix du jury | Résultat                                               |
| Ordre                             | Nom (âge)                         | Numéro                            | Sammy                 | Marianne              | Hélène                | Éric                  | Résultat                                               |
| --------------------------------- | --------------------------------- | --------------------------------- | --------------------- | --------------------- | --------------------- | --------------------- | ------------------------------------------------------ |
| 1                                 | Stacy (10 ans)                    | Sangles aériennes                 |                       |                       |                       |                       | Qualifiée                                              |
| 2                                 | Nicolas Ribs (45 ans)             | Magie                             |                       |                       |                       |                       | Qualifié                                               |
| 3                                 | Ime Georgian Eagles (24 à 39 ans) | Danse traditionnelle géorgienne   |                       | refusé                |                       |                       | Qualifiés                                              |
| 4                                 | Ephysea (47 ans)                  | Rigologie                         | refusé                |                       |                       | refusé                | Éliminée                                               |
| 5                                 | Jonathan Moller (31 ans)          | Roue Cyr                          |                       |                       |                       |                       | Qualifié                                               |
| 6                                 | Mary-Lou (23 ans)                 | Chant                             |                       |                       |                       |                       | Qualifiée                                              |
| 7                                 | Ibida Gufta (17 à 22 ans)         | Danse et acrobaties               | refusé                | refusé                |                       |                       | Éliminés                                               |
| 8                                 | Eddy Chapeau De Paille (26 ans)   | Équilibre                         |                       |                       |                       |                       | Qualifié                                               |
| 9                                 | Briac (43 ans)                    | Humour                            |                       |                       |                       |                       | Qualifié                                               |
| 10                                | Stella & Giordana (25 à 57 ans)   | Chant                             |                       |                       |                       |                       | Qualifiées                                             |
| 11                                | Sturo (28 ans)                    | Avalage de Flanby                 | refusé                | refusé                | refusé                | refusé                | Éliminé                                                |
| 12                                | Duo Stardust (25 à 27 ans)        | Roller et acrobaties              | accepté               |                       |                       |                       | Qualifiés (Demi-Finale) (Golden buzzer de Sugar Sammy) |
| 13                                | Anita & Mike (30 ans)             | Ventriloquie                      |                       |                       |                       |                       | Éliminé                                                |
| 14                                | World of Afro [WOA] (15 à 28 ans) | Danse                             |                       |                       |                       |                       | Qualifiés (vote du public)                             |
| 15                                | Jake Dupree (36 ans)              | Acrobaties                        |                       |                       |                       |                       | Qualifié                                               |
| 16                                | Frank Cotty (44 ans)              | Humour                            | refusé                |                       | refusé                |                       | Éliminé                                                |
| 17                                | Bao Cuong (45 ans)                | Fakirisme                         |                       |                       |                       |                       | Qualifié                                               |
| Nombre de buzz par membre du jury | Nombre de buzz par membre du jury | Nombre de buzz par membre du jury | 4 buzz                | 3 buzz                | 2 buzz                | 2 buzz                | 11 buzz / 72                                           |

#### Émission 6: 27 novembre 2024
| Ordre                             | Nom (âge)                         | Numéro                            | Buzz et choix du jury | Buzz et choix du jury | Buzz et choix du jury | Buzz et choix du jury | Résultat                                               |
| Ordre                             | Nom (âge)                         | Numéro                            | Sammy                 | Marianne              | Hélène                | Éric                  | Résultat                                               |
| --------------------------------- | --------------------------------- | --------------------------------- | --------------------- | --------------------- | --------------------- | --------------------- | ------------------------------------------------------ |
| 1                                 | Titan the Robot                   | Humour                            | refusé                |                       |                       |                       | Qualifié                                               |
| 2                                 | Arbon (29 ans)                    | Équilibre                         |                       |                       |                       |                       | Qualifié                                               |
| 3                                 | Grégoire Gouby (28 ans)           | Expressions du visage             | refusé                | refusé                | refusé                | refusé                | Éliminé                                                |
| 4                                 | The Psaumes (24 ans)              | Contorsion                        |                       |                       |                       |                       | Qualifiés                                              |
| 5                                 | Shadow Ace (28 ans)               | Ombromanie                        |                       |                       |                       |                       | Qualifié                                               |
| 6                                 | Céline (37 ans)                   | Pâtisserie                        | refusé                |                       |                       |                       | Éliminée                                               |
| 7                                 | Gabriel Vuitton (18 ans)          | Magie                             |                       |                       |                       |                       | Qualifié                                               |
| 8                                 | Tyler J.Burke (38 ans)            | Fouet                             | refusé                | refusé                |                       | refusé                | Éliminé                                                |
| 9                                 | Samsjump (26 ans)                 | Corde à sauter                    |                       | refusé                |                       |                       | Éliminé                                                |
| 10                                | Haley Viloria (33 ans)            | Sangles aériennes                 |                       |                       |                       |                       | Qualifiée                                              |
| 11                                | Pete The Beat (57 ans)            | Beatboxing                        |                       |                       |                       |                       | Qualifié                                               |
| 12                                | Jean-Baptiste (31 ans)            | Chant                             |                       |                       | accepté               |                       | Qualifié (Demi-Finale) (Golden buzzer d'Hélène Ségara) |
| 13                                | Lucky (17 ans)                    | Breakdance                        |                       |                       |                       |                       | Qualifié                                               |
| 14                                | Les Angoissés (25 à 29 ans)       | Chant / Humour                    |                       |                       |                       |                       | Qualifiés                                              |
| 15                                | Force & Carton (32 à 60 ans)      | Combat de carton                  | refusé                | refusé                | refusé                | refusé                | Éliminés                                               |
| 16                                | Two on the Rope (28 à 35 ans)     | Corde lisse                       |                       |                       |                       |                       | Qualifiés                                              |
| 17                                | Oki Dance Company (22 à 39 ans)   | Danse                             |                       |                       |                       |                       | Qualifiés                                              |
| 18                                | Forbidden Nights (29 à 37 ans)    | Striptease                        |                       | refusé                | refusé                |                       | Éliminés                                               |
| Nombre de buzz par membre du jury | Nombre de buzz par membre du jury | Nombre de buzz par membre du jury | 5 buzz                | 5 buzz                | 3 buzz                | 3 buzz                | 16 buzz / 72                                           |

### Quarts de finale, demi-finale et finale

#### 1erquart de finale: 4 décembre 2024
| Ordre                             | Nom (âge)                         | Numéro                            | Buzz et choix du jury | Buzz et choix du jury | Buzz et choix du jury | Buzz et choix du jury | Buzz et choix du jury | Résultat                                         |
| Ordre                             | Nom (âge)                         | Numéro                            | Sammy                 | Marianne              | Booder                | Hélène                | Éric                  | Résultat                                         |
| --------------------------------- | --------------------------------- | --------------------------------- | --------------------- | --------------------- | --------------------- | --------------------- | --------------------- | ------------------------------------------------ |
| 1                                 | Inverdance (14 à 39 ans)          | Danse                             |                       |                       |                       |                       |                       | Qualifiées                                       |
| 2                                 | Solange Kardinaly (33 ans)        | Transformisme                     |                       |                       |                       |                       |                       | Qualifiée                                        |
| 3                                 | Axel Tedesco (24 ans)             | Chant et danse                    | refusé                | refusé                |                       |                       |                       | Éliminé                                          |
| 4                                 | / Duo ICE (28 à 32 ans)           | Acrobaties                        |                       |                       |                       |                       |                       | Éliminés                                         |
| 5                                 | Briac (43 ans)                    | Humour                            |                       |                       |                       |                       |                       | Éliminé                                          |
| 6                                 | Kristy Sellars (38 ans)           | Mât chinois                       |                       |                       |                       |                       |                       | Éliminée                                         |
| 7                                 | Francoeur (35 ans)                | Harpe                             |                       |                       |                       |                       |                       | Qualifiée                                        |
| 8                                 | Rockybyun (62 ans)                | Balance                           |                       |                       |                       |                       |                       | Éliminé                                          |
| 9                                 | Mathieu Stepson (38 ans)          | Mentalisme                        |                       |                       | accepté               |                       |                       | Qualifié (Demi-Finale) (Golden buzzer de Booder) |
| 10                                | Léa Kral (31 ans)                 | Suspension capillaire             |                       |                       |                       |                       |                       | Qualifiée                                        |
| 11                                | Pietrobboy2rue (39 ans)           | Street workout                    |                       |                       |                       |                       |                       | Éliminé                                          |
| 12                                | Merwan Sali (28 ans)              | Humour                            |                       |                       |                       |                       |                       | Éliminé                                          |
| 13                                | Mademoiselle Jinn (24 ans)        | Cerceau aérien                    |                       |                       |                       |                       |                       | Éliminée                                         |
| Nombre de buzz par membre du jury | Nombre de buzz par membre du jury | Nombre de buzz par membre du jury | 1 buzz                | 1 buzz                |                       | 0 buzz                | 0 buzz                | 2 buzz / 52                                      |

#### 2equart de finale: 11 décembre 2024
| Ordre                             | Nom (âge)                          | Numéro                            | Buzz et choix du jury | Buzz et choix du jury | Buzz et choix du jury | Buzz et choix du jury | Buzz et choix du jury | Résultat                                              |
| Ordre                             | Nom (âge)                          | Numéro                            | Sammy                 | Marianne              | Élodie                | Hélène                | Éric                  | Résultat                                              |
| --------------------------------- | ---------------------------------- | --------------------------------- | --------------------- | --------------------- | --------------------- | --------------------- | --------------------- | ----------------------------------------------------- |
| 1                                 | The Brats Killers (12 à 29 ans)    | Danse                             |                       |                       |                       |                       |                       | Qualifiés                                             |
| 2                                 | Matthieu Nina (37 ans)             | Humour                            |                       |                       |                       |                       |                       | Qualifié                                              |
| 3                                 | Ibra Acro Boy (28 ans)             | Acrobaties                        |                       |                       |                       |                       |                       | Éliminé                                               |
| 4                                 | / Sebastian & Sonia (25 et 31 ans) | Sangles aériennes                 |                       |                       |                       |                       |                       | Qualifiés                                             |
| 5                                 | Mary-Lou (23 ans)                  | Chant                             |                       |                       |                       |                       |                       | Éliminée                                              |
| 6                                 | Gabrielle Boudreau (23 ans)        | Danse                             |                       |                       | accepté               |                       |                       | Qualifiée (Demi-Finale) (Golden buzzer d'Élodie Poux) |
| 7                                 | Nicolas Ribs (45 ans)              | Magie                             |                       |                       |                       |                       |                       | Éliminé                                               |
| 8                                 | Liwei (31 ans)                     | Antipodisme                       |                       |                       |                       |                       |                       | Éliminée                                              |
| 9                                 | Creatine Price (34 ans)            | Chant                             |                       |                       |                       |                       |                       | Qualifiée                                             |
| 10                                | Aleksandr Batuev (33 ans)          | Contorsion                        |                       |                       |                       |                       |                       | Éliminé                                               |
| 11                                | In the air (33 et 37 ans)          | Magie                             |                       |                       |                       |                       |                       | Éliminés                                              |
| 12                                | Danielle Schwartz (80 ans)         | Humour                            | refusé                |                       |                       |                       |                       | Éliminée                                              |
| 13                                | C!EL (24 ans)                      | Chant                             |                       |                       |                       |                       |                       | Éliminée                                              |
| Nombre de buzz par membre du jury | Nombre de buzz par membre du jury  | Nombre de buzz par membre du jury | 1 buzz                | 0 buzz                |                       | 0 buzz                | 0 buzz                | 1 buzz / 52                                           |

#### Demi-finale: 18 décembre 2024
À l'issue des auditions et des quarts de finale, 14 candidats se sont qualifiés pour la demi-finale. Le jury devra sélectionner 9 candidats qui participeront à la finale aux côtés des Hakuna Matata Acrobats, le platinium buzzer des auditions.
7 Golden Buzzer : RB Dance Company (Karine), Dream Catchers Academy (Éric), Duo Stardust (Sammy), Just Vox (Marianne), Jean-Baptiste (Hélène), Mathieu Stepson (Booder), Gabrielle Boudreau (Élodie).
7 candidats : Solange Kardinaly, Francoeur, Inverdance, Léa Kral, Creatine Price, Matthieu Nina, The Brats Killers.
Le duo Sebastian & Sonia a dû annuler sa participation à la dernière minute pour raison personnelle.
| Ordre                             | Nom (âge)                           | Numéro                            | Buzz et choix du jury | Buzz et choix du jury | Buzz et choix du jury | Buzz et choix du jury | Résultat    |
| Ordre                             | Nom (âge)                           | Numéro                            | Sammy                 | Marianne              | Hélène                | Éric                  | Résultat    |
| --------------------------------- | ----------------------------------- | --------------------------------- | --------------------- | --------------------- | --------------------- | --------------------- | ----------- |
| 1                                 | RB Dance Company (10 à 33 ans)      | Danse                             |                       |                       |                       |                       | Qualifiés   |
| 2                                 | Duo Stardust (25 à 27 ans)          | Roller et acrobaties              |                       |                       |                       |                       | Qualifiés   |
| 3                                 | Matthieu Nina (37 ans)              | Humour                            |                       |                       |                       |                       | Qualifié    |
| 4                                 | Inverdance (14 à 39 ans)            | Danse                             |                       |                       |                       |                       | Qualifiées  |
| 5                                 | Solange Kardinaly (33 ans)          | Transformisme                     |                       | refusé                |                       |                       | Éliminée    |
| 6                                 | Jean-Baptiste (31 ans)              | Chant                             |                       |                       |                       |                       | Qualifié    |
| 7                                 | Dream Catchers Academy (9 à 12 ans) | Danse                             |                       |                       |                       |                       | Éliminées   |
| 8                                 | Mathieu Stepson (38 ans)            | Mentalisme                        |                       |                       |                       |                       | Qualifié    |
| 9                                 | Creatine Price (34 ans)             | Chant                             |                       |                       |                       |                       | Qualifiée   |
| 10                                | Léa Kral (30 ans)                   | Suspension capillaire             |                       |                       |                       |                       | Qualifiée   |
| 11                                | Francoeur (35 ans)                  | Harpe                             |                       |                       |                       |                       | Éliminée    |
| 12                                | The Brats Killers (12 à 29 ans)     | Danse                             |                       |                       |                       |                       | Éliminés    |
| 13                                | Just Vox (28 à 32 ans)              | Chant a cappella & beatbox        |                       |                       |                       |                       | Éliminés    |
| 14                                | Gabrielle Boudreau (23 ans)         | Danse                             |                       |                       |                       |                       | Qualifiée   |
| Nombre de buzz par membre du jury | Nombre de buzz par membre du jury   | Nombre de buzz par membre du jury | 0 buzz                | 1 buzz                | 0 buzz                | 0 buzz                | 1 buzz / 56 |

#### Finale: 20 décembre 2024
10 candidats se sont qualifiés au cours de cette saison pour cette finale :
1 Platinium Buzzer : Hakuna Matata Acrobats.
5 Golden Buzzer : Mathieu Stepson, Jean-Baptiste, Gabrielle Boudreau, Duo Stardust, RB Dance Company.
4 Candidats : Inverdance, Léa Kral, Matthieu Nina, Creatine Price.
| Classement | Ordre de passage | Nom (âge)                            | Numéro                   |
| ---------- | ---------------- | ------------------------------------ | ------------------------ |
| 1er        | 1                | Mathieu Stepson (38 ans)             | Mentalisme               |
| NC         | 2                | Hakuna Matata Acrobats (24 à 38 ans) | Acrobaties sur rola bola |
| 5e         | 3                | Jean-Baptiste (31 ans)               | Chant                    |
| 2e         | 4                | Inverdance (14 à 39 ans)             | Danse                    |
| NC         | 5                | Léa Kral (30 ans)                    | Suspension capillaire    |
| NC         | 6                | Gabrielle Boudreau (23 ans)          | Danse                    |
| NC         | 7                | Duo Stardust (25 à 27 ans)           | Roller et acrobaties     |
| 3e         | 8                | RB Dance Company (10 à 33 ans)       | Danse                    |
| 4e         | 9                | Matthieu Nina (37 ans)               | Humour                   |
| NC         | 10               | Creatine Price (34 ans)              | Chant                    |

## Progression des candidats
|           |                                      | Épisode          | Épisode     | Épisode | Épisode | Épisode   |
| Auditions | Délibération                         | Quart de finales | Demi-finale | Finale  |         |           |
| --------- | ------------------------------------ | ---------------- | ----------- | ------- | ------- | --------- |
| Candidats | Mathieu Stepson (38 ans)             | SAFE             | HIGH        | WIN     | HIGH    | GAGNANT   |
| Candidats | Inverdance (14 à 39 ans)             | SAFE             | HIGH        | HIGH    | HIGH    | SECONDE   |
| Candidats | RB Dance Company (10 à 33 ans)       | WIN              | SAFE        | SAFE    | HIGH    | TROISIEME |
| Candidats | Matthieu Nina (37 ans)               | WIN              | SAFE        | SAFE    | HIGH    | QUATRIEME |
| Candidats | Jean-Baptiste (31 ans)               | SAFE             | HIGH        | HIGH    | HIGH    | CINQUIEME |
| Candidats | Hakuna Matata Acrobats (24 à 38 ans) | WIN              | SAFE        | SAFE    | SAFE    | ELIM      |
| Candidats | Duo Stardust (25 à 27 ans)           | WIN              | SAFE        | SAFE    | HIGH    | ELIM      |
| Candidats | Gabrielle Boudreau (23 ans)          | SAFE             | HIGH        | WIN     | HIGH    | ELIM      |
| Candidats | Léa Kral (30 ans)                    | SAFE             | HIGH        | HIGH    | HIGH    | ELIM      |
| Candidats | Creatine Price (34 ans)              | SAFE             | HIGH        | HIGH    | HIGH    | ELIM      |
| Candidats | Dream Catchers Academy (9 à 12 ans)  | WIN              | SAFE        | SAFE    | ELIM    |           |
| Candidats | Just Vox (28 à 32 ans)               | WIN              | SAFE        | SAFE    | ELIM    |           |
| Candidats | Solange Kardinaly (33 ans)           | SAFE             | HIGH        | HIGH    | ELIM    |           |
| Candidats | Francoeur (35 ans)                   | SAFE             | HIGH        | HIGH    | ELIM    |           |
| Candidats | The Brats Killers (11 à 33 ans)      | SAFE             | HIGH        | HIGH    | ELIM    |           |
| Candidats | / Sebastian & Sonia (24 et 30 ans)   | SAFE             | HIGH        | HIGH    | QUIT    |           |
| Candidats | Kristy Sellars (38 ans)              | HIGH             | HIGH        | ELIM    |         |           |
| Candidats | Rockybyun (61 ans)                   | SAFE             | HIGH        | ELIM    |         |           |
| Candidats | Merwan Sali (27 ans)                 | SAFE             | HIGH        | ELIM    |         |           |
| Candidats | Axel Tedesco (24 ans)                | SAFE             | HIGH        | ELIM    |         |           |
| Candidats | / Duo Ice (27 à 32 ans)              | SAFE             | HIGH        | ELIM    |         |           |
| Candidats | Pietrobboy2rue (44 ans)              | SAFE             | HIGH        | ELIM    |         |           |
| Candidats | Mademoiselle Jinn (24 ans)           | SAFE             | HIGH        | ELIM    |         |           |
| Candidats | Briac (43 ans)                       | SAFE             | HIGH        | ELIM    |         |           |
| Candidats | Ibra Acro Boy (28 ans)               | SAFE             | HIGH        | ELIM    |         |           |
| Candidats | Danielle Schwartz (80 ans)           | SAFE             | HIGH        | ELIM    |         |           |
| Candidats | C!EL (23 ans)                        | SAFE             | HIGH        | ELIM    |         |           |
| Candidats | Liwei (30 ans)                       | SAFE             | HIGH        | ELIM    |         |           |
| Candidats | Aleksandr Batuev (33 ans)            | SAFE             | HIGH        | ELIM    |         |           |
| Candidats | Nicolas Ribs (45 ans)                | SAFE             | HIGH        | ELIM    |         |           |
| Candidats | Mary-Lou (23 ans)                    | SAFE             | HIGH        | ELIM    |         |           |
| Candidats | In the air (32 et 36 ans)            | SAFE             | HIGH        | ELIM    |         |           |
| Candidats | Artur & Esmira (29 ans)              | SAFE             | ELIM        |         |         |           |
| Candidats | Arthur (19 ans)                      | LOW              | ELIM        |         |         |           |
| Candidats | Daniel Simu (32 ans)                 | SAFE             | ELIM        |         |         |           |
| Candidats | Hossein Chee (46 ans)                | SAFE             | ELIM        |         |         |           |
| Candidats | Duo Soma (31 et 32 ans)              | SAFE             | ELIM        |         |         |           |
| Candidats | Julien (18 ans)                      | SAFE             | ELIM        |         |         |           |
| Candidats | Nabe (38 ans)                        | BTM2             | ELIM        |         |         |           |
| Candidats | Legión (21 à 40 ans)                 | SAFE             | ELIM        |         |         |           |
| Candidats | Nikolai Striebel (23 ans)            | SAFE             | ELIM        |         |         |           |
| Candidats | Passion Poire (24 ans)               | SAFE             | ELIM        |         |         |           |
| Candidats | Amino-san (54 ans)                   | SAFE             | ELIM        |         |         |           |
| Candidats | Thomi & Skadi (34 et 6 ans)          | LOW              | ELIM        |         |         |           |
| Candidats | Julien Schmidt (44 ans)              | SAFE             | ELIM        |         |         |           |
| Candidats | Lou (10 ans)                         | SAFE             | ELIM        |         |         |           |
| Candidats | Grace Good (31 ans)                  | SAFE             | ELIM        |         |         |           |
| Candidats | Enishi (37 ans)                      | SAFE             | ELIM        |         |         |           |
| Candidats | Stacy (10 ans)                       | SAFE             | ELIM        |         |         |           |
| Candidats | Ime Georgian Eagles (24 à 39 ans)    | LOW              | ELIM        |         |         |           |
| Candidats | Jonathan Moller (31 ans)             | SAFE             | ELIM        |         |         |           |
| Candidats | Eddy Chapeau De Paille (26 ans)      | SAFE             | ELIM        |         |         |           |
| Candidats | Stella & Giordana (25 à 57 ans)      | SAFE             | ELIM        |         |         |           |
| Candidats | Jake Dupree (36 ans)                 | SAFE             | ELIM        |         |         |           |
| Candidats | Bao Cuong (45 ans)                   | SAFE             | ELIM        |         |         |           |
| Candidats | Titan the Robot                      | LOW              | ELIM        |         |         |           |
| Candidats | Arbon (29 ans)                       | SAFE             | ELIM        |         |         |           |
| Candidats | The Psaumes (24 ans)                 | SAFE             | ELIM        |         |         |           |
| Candidats | Shadow Ace (28 ans)                  | SAFE             | ELIM        |         |         |           |
| Candidats | Gabriel Vuitton (18 ans)             | SAFE             | ELIM        |         |         |           |
| Candidats | Haley Viloria (33 ans)               | SAFE             | ELIM        |         |         |           |
| Candidats | Pete The Beat (57 ans)               | SAFE             | ELIM        |         |         |           |
| Candidats | Lucky (17 ans)                       | SAFE             | ELIM        |         |         |           |
| Candidats | Les Angoissés (25 à 29 ans)          | SAFE             | ELIM        |         |         |           |
| Candidats | Oki Dance Company (22 à 39 ans)      | SAFE             | ELIM        |         |         |           |
| Candidats | David Fils de momone (42 ans)        | ELIM             |             |         |         |           |
| Candidats | Kevin (35 ans)                       | ELIM             |             |         |         |           |
| Candidats | Tanz Glanz (de 16 à 33 ans)          | ELIM             |             |         |         |           |
| Candidats | Cuscus Steel (32 ans)                | ELIM             |             |         |         |           |
| Candidats | Saint-Philippe (60 ans)              | ELIM             |             |         |         |           |
| Candidats | Jocelyne Lafaille (58 ans)           | ELIM             |             |         |         |           |
| Candidats | Slinky Rainball (33 ans              | ELIM             |             |         |         |           |
| Candidats | John Armo Jump (60 ans)              | ELIM             |             |         |         |           |
| Candidats | François Ouimet (53 ans)             | ELIM             |             |         |         |           |
| Candidats | Jacqueline (66 ans)                  | ELIM             |             |         |         |           |
| Candidats | Bratwurst & Baklava (40 et 43 ans)   | ELIM             |             |         |         |           |
| Candidats | Le zygophone (30 et 31 ans)          | ELIM             |             |         |         |           |
| Candidats | Matteo Carboni (37 ans)              | ELIM             |             |         |         |           |
| Candidats | Diodoryza                            | ELIM             |             |         |         |           |
| Candidats | Florentine (49 ans)                  | ELIM             |             |         |         |           |
| Candidats | Levine (36 ans)                      | ELIM             |             |         |         |           |
| Candidats | Ephysea (47 ans)                     | ELIM             |             |         |         |           |
| Candidats | Ibida Gufta (17 à 22 ans)            | ELIM             |             |         |         |           |
| Candidats | Sturo (28 ans)                       | ELIM             |             |         |         |           |
| Candidats | Anita & Mike (30 ans)                | ELIM             |             |         |         |           |
| Candidats | World of Afro [WOA] (15 à 28 ans)    | ELIM             |             |         |         |           |
| Candidats | Frank Cotty (44 ans)                 | ELIM             |             |         |         |           |
| Candidats | Grégoire Gouby (28 ans)              | ELIM             |             |         |         |           |
| Candidats | Céline (37 ans)                      | ELIM             |             |         |         |           |
| Candidats | Tyler J.Burke (38 ans)               | ELIM             |             |         |         |           |
| Candidats | Samsjump (26 ans)                    | ELIM             |             |         |         |           |
| Candidats | Force & Carton (32 à 60 ans)         | ELIM\|           |             |         |         |           |
| Candidats | Forbidden Nights (29 à 37 ans)       | ELIM             |             |         |         |           |

 Le candidat a gagné la dix-neuvième saison de la France a un incroyable talent
 Le candidat est encore en liste
 Le candidat a reçu le platinum buzzer
 Le candidat a reçu le golden buzzer
  Le candidat a été qualifié pour la prochaine étape
 Le candidat a été qualifié
 Le candidat a abandonné
 Le candidat a été qualifié avec une croix rouge
 Le candidat a été qualifié avec deux croix rouges (choix du public)
 Le candidat a été éliminé avec quatre croix rouges

## Audiences
| Épisode            | Date de diffusion                             | Audience moyenne          | Audience moyenne                       | Audience moyenne         | Classement des audiences de la soirée | Références |
| Épisode            | Date de diffusion                             | Nombre de téléspectateurs | Part de marché (sur les 4 ans et plus) | Part de marché (FRDA-50) | Classement des audiences de la soirée | Références |
| ------------------ | --------------------------------------------- | ------------------------- | -------------------------------------- | ------------------------ | ------------------------------------- | ---------- |
| 1                  | Mercredi 23 octobre 2024 (Audition jour 1)    | 3 220 000                 | 16,1 %                                 | 28,7 %                   | 1er                                   | [ 30 ]     |
| 1                  | Mercredi 23 octobre 2024 (Audition jour 1)    | 2 560 000                 | 17,1 %                                 | 29,2 %                   | 1er                                   | [ 30 ]     |
| 2                  | Mercredi 30 octobre 2024 (Audition jour 2)    | 3 410 000                 | 17,8 %                                 | 27,5 %                   | 1er                                   | [ 31 ]     |
| 2                  | Mercredi 30 octobre 2024 (Audition jour 2)    | 2 870 000                 | 20,5 %                                 | 30,4 %                   | 1er                                   | [ 31 ]     |
| 3                  | Mercredi 6 novembre 2024 (Audition jour 3)    | 3 110 000                 | 16,6 %                                 | 25,8 %                   | 1er                                   | [ 32 ]     |
| 3                  | Mercredi 6 novembre 2024 (Audition jour 3)    | 2 410 000                 | 17 %                                   | 24 %                     | 1er                                   | [ 32 ]     |
| 4                  | Mercredi 13 novembre 2024 (Audition jour 4)   | 3 060 000                 | 16,6 %                                 | 25,5 %                   | 1er                                   | [ 33 ]     |
| 4                  | Mercredi 13 novembre 2024 (Audition jour 4)   | 2 570 000                 | 17,9 %                                 | 26,7 %                   | 1er                                   | [ 33 ]     |
| 5                  | Mercredi 20 novembre 2024 (Audition jour 5)   | 2 850 000                 | 14,6 %                                 | 23,1 %                   | 2e                                    | [ 34 ]     |
| 5                  | Mercredi 20 novembre 2024 (Audition jour 5)   | 2 230 000                 | 14,4 %                                 | 21 %                     | 2e                                    | [ 34 ]     |
| 6                  | Mercredi 27 novembre 2024 (Audition jour 6)   | 2 950 000                 | 15,4 %                                 | 23,3 %                   | 1er                                   | [ 35 ]     |
| 6                  | Mercredi 27 novembre 2024 (Audition jour 6)   | 2 720 000                 | 17,7 %                                 | 23,3 %                   | 1er                                   | [ 35 ]     |
| 7                  | Mercredi 4 décembre 2024 (Quart de finale 1)  | 3 000 000                 | 15,4 %                                 | 22,1 %                   | 1er                                   | [ 36 ]     |
| 7                  | Mercredi 4 décembre 2024 (Quart de finale 1)  | 2 400 000                 | 16,8 %                                 | 24,6 %                   | 1er                                   | [ 36 ]     |
| 8                  | Mercredi 11 décembre 2024 (Quart de finale 2) | 2 880 000                 | 15,5 %                                 | 23,7 %                   | 1er                                   | [ 37 ]     |
| 8                  | Mercredi 11 décembre 2024 (Quart de finale 2) | 2 420 000                 | 17,4 %                                 | 25,8 %                   | 1er                                   | [ 37 ]     |
| 9                  | Mercredi 18 décembre 2024 (Demi-finale)       | 2 816 000                 | 14,6 %                                 | 21,6 %                   | 1er                                   | [ 38 ]     |
| 9                  | Mercredi 18 décembre 2024 (Demi-finale)       | 2 530 000                 | 18 %                                   | 25,5 %                   | 1er                                   | [ 38 ]     |
| 10                 | Vendredi 20 décembre 2024 (Finale)            | 2 793 000                 | 14,3 %                                 | 23,3 %                   | 2e                                    | [ 39 ]     |
| 10                 | Vendredi 20 décembre 2024 (Finale)            | 2 430 000                 | 17,5 %                                 | 24,4 %                   | 2e                                    | [ 39 ]     |
| Bilan de la saison | Bilan de la saison                            | 3 010 000                 | 15,7 %                                 | 24,5 %                   |                                       | [ 40 ]     |
| Bilan de la saison | Bilan de la saison                            | 2 510 000                 | 17,4 %                                 | 25,5 %                   |                                       | [ 40 ]     |

Légende :
- Plus hauts chiffres d'audience
- Plus bas chiffres d'audience